# 恭本德吉特
恭本德吉特（1931年—1992年）汉名“满光强”，蒙古族，新疆和靜縣人，第十三代舊土爾扈特卓哩克圖汗，音乐指挥家。

## 生平
恭本德吉特是第十二代舊土爾扈特卓哩克圖汗滿楚克札布的长子。6岁和16岁时，恭本德吉特曾经两次被推上汗位，但从未真正掌握权力。成年以后，经历过两次不幸福的婚姻。
1947年11月，16岁的恭本德吉特承袭舊土爾扈特卓哩克圖汗位。在任期间，他和新疆省政府主席包尔汉取得联系，在1949年参加了新疆省政府九二六和平起义，从而为保卫国家及保护卓哩克图汗王府的大批贵重物品作出了贡献。
1949年10月中华人民共和国成立后，恭本德吉特自愿要求成为劳动人民，希望学习工作技能。经周恩来帮助，他考入中国音乐学院指挥系学习。毕业之后，担任新疆巴音郭楞歌舞团音乐指挥，曾任巴音郭楞蒙古自治州政协委员。
恭本德吉特在数十年的音乐生涯中指挥过2000多场演出。1959年，恭本德吉特作曲的蒙古族舞剧《草原彩霞》获得新疆维吾尔自治区演出一等奖。1981年，由恭本德吉特指挥的蒙古族女中音歌唱家玛卡独唱的《我可爱的家乡》获得中国第一届天山之声音乐会一等奖。恭本德吉特指挥的马头琴独奏《草原春天》（演奏家：才岱）同时获得一等奖。1989年，在第二届中国艺术节上，恭本德吉特任艺术顾问的舞剧《魂系东归路》获得创作最佳奖、演出最佳奖。
1992年，恭本德吉特病逝。